# Licolidia angusta
Licolidia angusta är en insektsart som beskrevs av Nielson 1979. Licolidia angusta ingår i släktet Licolidia och familjen dvärgstritar. Inga underarter finns listade i Catalogue of Life.